# Aleurotrachelus papilliferus
Aleurotrachelus papilliferus là một loài côn trùng cánh nửa trong họ Aleyrodidae, phân họ Aleyrodinae.
Aleurotrachelus papilliferus được Sampson & Drews miêu tả khoa học đầu tiên năm 1941.